# Young British Artists
Young British Artists (Jóvenes Artistas Británicos) o YBAs (véase Brit artists o Britart) es un grupo de artistas contemporáneos del Reino Unido, muchos de ellos provenientes del Colegio de las Artes Goldsmith en Londres, Reino Unido. 
La expresión «Young British Artist» procede de una serie de muestras expositivas y eventos con el mismo nombre, organizadas en la Galería Saatchi a partir de 1992, que lanzó a los artistas participantes al reconocimiento internacional. Destacaron por su «táctica de choque», el uso de materiales inusuales y de animales. Obtuvieron una amplia cobertura en los medios de comunicación y dominaron el arte británico durante los años 1990. De esta forma, YBA se ha convertido en una expresión histórica, aunque la mayoría de estos artistas alcancen hoy la cincuentena. Los artistas más emblemáticos y conocidos del grupo son Damien Hirst y Tracey Emin.

## Artistas
Steven Adamson |  Fiona Banner | Christine Borland | Angela Bulloch | Simon Callery | Jake and Dinos Chapman | Mat Collishaw | Ian Davenport |  Tacita Dean | Tracey Emin | Angus Fairhurst | Anya Gallaccio | Liam Gillick | Marcus Harvey | Damien Hirst | Gary Hume | Michael Landy | Abigail Lane |  Steve McQueen | Lala Meredith-Vula | Chris Ofili | Sarah Lucas |  Martin Maloney | Stephen Park | Cornelia Parker |  Richard Patterson | Simon Patterson | Marc Quinn | Fiona Rae | Jenny Saville | Georgina Starr | Sam Taylor-Wood |  Gavin Turk | Gillian Wearing | Mark Wallinger | Rachel Whiteread | The Wilson Sisters | 
- Datos: Q516316
- Multimedia: Young British Artists / Q516316